# 24603 Mekistheus
24603 Mekistheus è un asteroide troiano di Giove del campo greco. Scoperto nel 1973, presenta un'orbita caratterizzata da un semiasse maggiore pari a 5,1700236 UA e da un'eccentricità di 0,1293498, inclinata di 6,58373° rispetto all'eclittica.
L'asteroide è dedicato a Mechisteo, re di Argo.